# 漫画书
漫画书（英語：Comic book），常简称为漫画，有时亦称为小人书、连环图或漫画杂志。是一种由若干单独画面所构成的叙事性美术杂志或独立发行的书刊，常伴随着对话（常出现在语音气球中，而“语音气球”几乎成了漫画书的象征），亦包括了简洁的叙事性散文。是一种兼有绘画艺术、戏剧与文字艺术、设计艺术的艺术形式。史上第一本漫画书出自于1934年的美国，那本书翻版了早期报纸漫画，它确立了漫画中使用的很多叙事手段。术语“漫画书”（Comic，在英文中原为“喜剧的”之意）的起源是缘于第一本漫画书翻版的是幽默漫画，其虽沿用此名，但漫画书不一定必须采取幽默风格；大多数现代漫画书风格各异：日本与欧洲漫画市场是最好证明。在美国，超级英雄类型则独霸市场，即使其他类型的漫画依然存在。

## 美国漫画
自从于1934年首次借着名叫《著名滑稽》的出版物将漫画书这种格式投入使用开始起，美国创作了世界上最多的漫画书刊，在数量方面，只有英国漫画与日本漫画是与美国漫画实力相差较少的竞争者。对美国市场中的漫画书产业来说，尽管其亦会出版一些同时适合青少年与成人观众的作品，但其最大的输出客户是年轻的成人读者。
文化历史学者将美国的漫画书事业分成若干历史时期：
- 漫画的原始与铂金时代
- 漫画的黄金时代
- 漫画的白银时代
- 漫画的青铜时代
- 漫画的摩登时代

漫画历史学家继续讨论了这些时代的确切分界线以及来自于漫画迷印象中的术语。